# إدوارد رينولدز (سياسي)
إدوارد رينولدز (بالإنجليزية: Edward Reynolds)‏ هو محامي وسياسي أمريكي، ولد في 1856. حزبياً، نشط في الحزب الجمهوري. وقد انتخب عضو مجلس ولاية مين.